# التجريب الذاتي في الطب

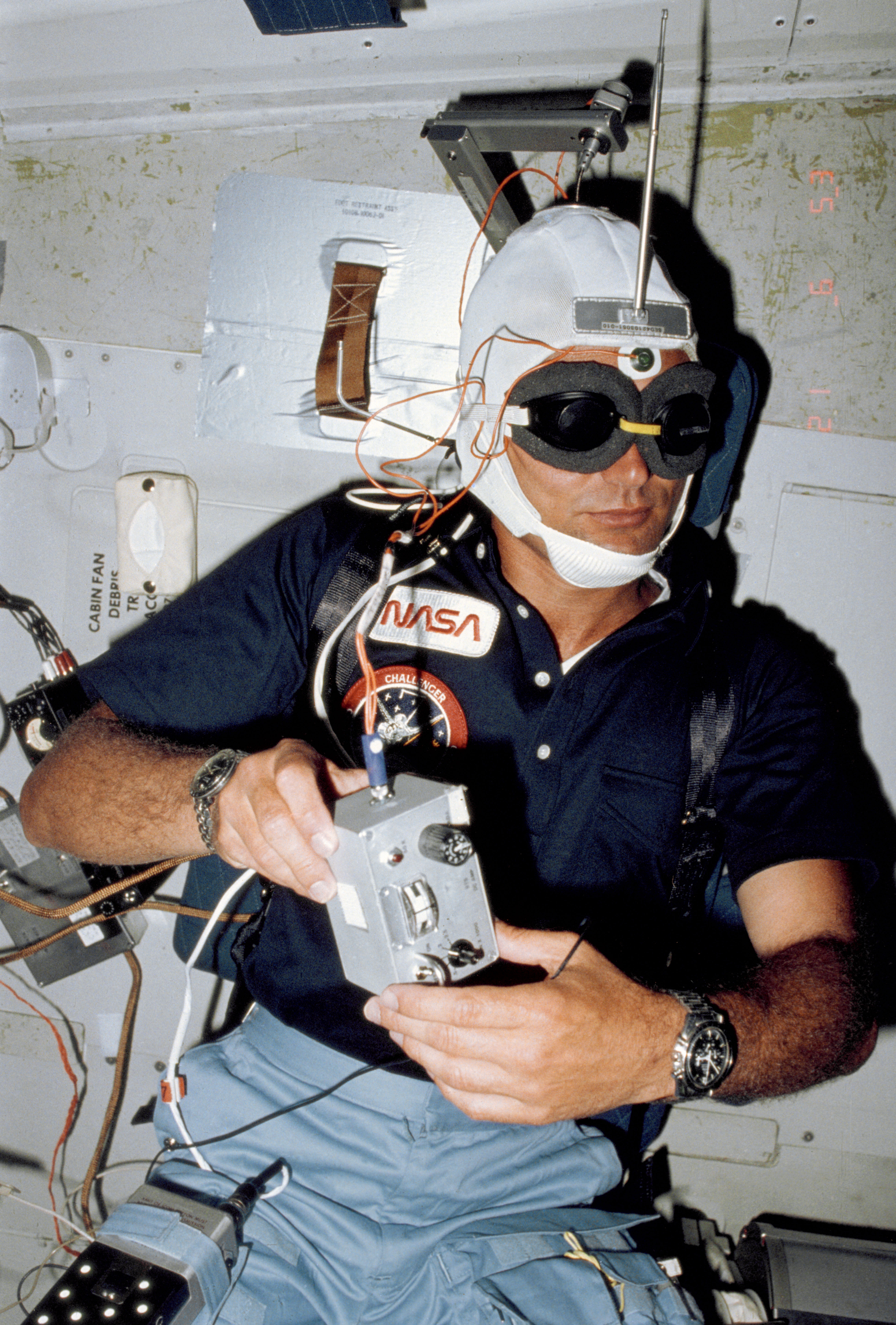

يشير التجريب الذاتي إلى التجريب العلمي الذي يجري فيه المجرب التجربة بنفسه. غالبًا ما يعني هذا أن المصمم والمشغل والموضوع والمحلل والمستخدم أو مراسل التجربة متماثلون. للتجريب الذاتي تاريخ طويل وموثق جيدًا في الطب، وهو ممتد حتى وقتنا الحاضر. كانت بعض هذه التجارب قيمة للغاية وأعطت رؤى جديدة وغير متوقعة في كثير من الأحيان في مجالات مختلفة من الطب.
هناك العديد من الدوافع للتجربة الذاتية، منها الرغبة في الحصول على نتائج بسرعة وتجنب الحاجة إلى هيكل تنظيمي رسمي، أو اتخاذ موقف أخلاقي في تحمل نفس المخاطر مثل المتطوعين، أو مجرد الرغبة في فعل الخير للإنسانية. تشمل القضايا الأخلاقية الأخرى ما إذا كان يجب على الباحث إجراء تجربة ذاتية لأن متطوعًا آخر لن يحصل على نفس الفائدة التي سيحصل عليها الباحث، ومسألة ما إذا كان يمكن حقًا إعطاء الموافقة المستنيرة للمتطوع من قبل أولئك الذين هم خارج برنامج البحث.
انغمس عدد من العلماء المتميزين في التجارب الذاتية، بما في ذلك خمسة على الأقل من الحائزين على جائزة نوبل. وفي العديد من الحالات، مُنحت الجائزة للنتائج التي أتاحتها التجربة الذاتية. كانت العديد من التجارب خطيرة، فقد تعرض العديد من الأشخاص أنفسهم لمواد ممرضة أو سامة أو مشعة. توفي بعض من قاموا بالتجربة الذاتية، مثل جيسي لازير ودانيال ألسيدس كاريون، أثناء بحثهم. ومن الأمثلة البارزة لما حدث لباحثين ذاتيين في العديد من المجالات: الأمراض المعدية (جيسي لازير: الحمى الصفراء، ماكس فون بيتنكوفر: الكوليرا)، بحث وتطوير اللقاحات (دانيال زاغوري: الإيدز، تيم فريد: لدغات الأفعى)، السرطان (نيكولاس سين، جان لويس مارك أليبرت)، الدم (كارل لاندشتاينر ، ويليام جي هارينغتون)، وعلم العقاقير (ألبرت هوفمان، والعديد من الآخرين). لم يقتصر البحث على المرض والعقاقير. اختبر جون ستاب حدود تباطؤ الإنسان، واستنشق همفري ديفي أكسيد النيتروز، وضخ نيكولاس سين الهيدروجين في جهازه الهضمي لاختبار فائدة طريقة تشخيص الثقوب.

## التعريف
لا يوجد تعريف رسمي لما ينطوي عليه التجريب الذاتي. قد يقتصر التعريف الصارم على الحالات التي توجد فيها تجربة ذات موضوع واحد ويقوم المجرب بتنفيذ الإجراء على نفسه. قد يتضمن التعريف الأكثر مرونة الحالات التي يضع فيها المجربون أنفسهم بين المتطوعين للتجربة. وفقًا لإس. سي. غانديفا من جامعة نيو ساوث ويلز، الذي كان يبحث في السؤال من منظور أخلاقي، فإن التجربة الذاتية تتحقق فقط إذا ذُكر الشخص الذي سيخضع للتجربة الذاتية كمؤلف في أي ورقة بحثية منشورة لاحقًا. بمعنى أن الشخص الذي سيحصل على الائتمان الأكاديمي للتجربة يجب أن يكون موضوعها أيضًا.

## الدوافع
هناك العديد من الأسباب التي تجعل المجربين يقررون إجراء التجريب الذاتي، ولكن من بين أهمها هو المبدأ الأخلاقي القائل بأن المجرب يجب ألا يُخضع المشاركين في التجربة لأي إجراء لا يرغبون في القيام به بأنفسهم. دُونت هذه الفكرة لأول مرة في قانون نورمبرغ في عام 1947، والتي كانت نتيجة لمحاكمات الأطباء النازيين في محاكمات نورمبرغ المتهمين بقتل وتعذيب الضحايا في تجارب لا قيمة لها. شُنق العديد من هؤلاء الأطباء. تتطلب النقطة الخامسة من قانون نورمبرج عدم إجراء تجربة تشكل خطورة على الأشخاص ما لم يشارك المجربون أنفسهم أيضًا. أثر قانون نورمبرغ على قواعد الممارسة الخاصة بالتجارب الطبية في جميع أنحاء العالم، وكذلك تعرض التجارب التي فشلت منذ ذلك الحين في اتباعها مثل تجربة توسكيجي سيئة السمعة للزهري.
يشير منتقدو المجربين الذاتيين إلى دوافع أخرى أقل تقبلًا مثل التعظيم الذاتي البسيط. لجأ بعض العلماء إلى التجارب الذاتية لتجنب الروتين المتمثل في طلب الإذن من لجنة الأخلاقيات ذات الصلة في مؤسستهم. كان فيرنر فورسمان عازمًا جدًا على المضي قدمًا في تجربته الذاتية لدرجة أنه استمر فيها حتى بعد رفض الإذن. وقد فُصل مرتين بسبب هذا النشاط، ولكن اعتُرف بأهمية عمله في النهاية في جائزة نوبل. يبدو أن بعض الباحثين يعتقدون أن التجارب الذاتية غير مسموح بها. ومع ذلك، هذا ليس صحيحًا، على الأقل في الولايات المتحدة حيث تنطبق نفس القواعد بغض النظر عن هوية موضوع التجربة.
انتُقد التجريب الذاتي أيضًا لخطر الباحثين المتحمسين، لإثبات نقطة، وعدم ملاحظة النتائج بدقة. في مقابل ذلك، يجادل أولئك الذين يدعمون التجربة الذاتية بأن الأشخاص المدربين طبيًا هم في وضع أفضل لفهم الأعراض وتسجيلها، وعادة ما تكون التجربة الذاتية في المرحلة المبكرة جدًا من البرنامج قبل تجنيد المتطوعين.
يتم تقديم الرغبة في الانتحار أحيانًا كسبب للتجربة الذاتية. ومع ذلك، فإن لورنس ك. ألتمان ، مؤلف كتاب من يبدأ؟ قصة التجريب الذاتي في الطب، مع الاعتراف بأن هذا قد يحدث في بعض الأحيان، بعد أن وجد بحث مكثف حالة واحدة فقط تم التحقق منها لمحاولة الانتحار عن طريق التجربة الذاتية. كان هذا الحائز على جائزة نوبل إيلي ميتشنيكوف، الذي عانى من الاكتئاب في عام 1881، ثم حقن نفسه بالحمى الراجعة. كانت هذه ثاني محاولة انتحار له، لكنه، وفقًا لزوجته أولغا، اختار طريقة الموت هذه حتى تعود بالفائدة على الطب. ومع ذلك ، نجا ميتشنكوف وفي عام 1892 أيضًا أجرى التجارب الذاتية مع الكوليرا، ولكن لا يُعتقد أن هذه كانت محاولة انتحار.

ربما يكون الدافع الأكثر نبلاً هو الرغبة البسيطة في الإيثار لفعل شيء مفيد للإنسانية بصرف النظر عن المخاطر. من المؤكد أن هناك مخاطر، كما تكبد جيسي لازير عندما مات بسبب الحمى الصفراء بعد أن أصاب نفسه عمداً. قال ماكس فون بيتنكوفر بعد تناول بكتيريا الكوليرا:
«حتى لو كنت قد خدعت نفسي وعرضت التجربة حياتي للخطر، لكنت نظرت إلى الموت بهدوء بعيني لأنه لم يكن انتحارًا أحمق أو جبانًا؛ كنت لأموت في خدمة العلم كجندي في ميدان الشرف».
وفقًا لإيان كيريدج، أستاذ أخلاقيات علم الأحياء بجامعة سيدني، فإن السبب الأكثر شيوعًا لإجراء التجارب الذاتية ليس شيئًا نبيلًا، بل هو فضول علمي نهم وحاجة إلى المشاركة عن كثب في أبحاثهم الخاصة.

## الأخلاقيات
كما ذُكر سابقًا، فمن المبادئ الأخلاقية أن الباحث لا ينبغي أن يلحق بالمتطوعين أي شيء لا يرغب الباحث في فعله لنفسه أو نفسها، لكن الباحث ليس دائمًا موضوعًا مناسبًا أو حتى ممكنًا للتجربة . على سبيل المثال، قد يكون الباحث هو الجنس الخطأ إذا كان البحث في العلاج الهرموني للنساء، أو ربما يكون كبيرًا في السن أو صغيرًا جدًا. السؤال الأخلاقي للباحثين هل سيوافقون على التجربة إذا كانوا في نفس موقع المتطوعين؟
هناك قضية أخرى يمكن أن تدفع الباحثين إلى عدم المشاركة وهي ما إذا كان الباحث سيكسب أي فائدة من المشاركة في التجربة. إنه مبدأ أخلاقي أن المتطوعين يجب أن يوجدوا لتحقيق بعض الفوائد من البحث، حتى لو كان ذلك مجرد احتمال بعيد في المستقبل للعثور على علاج لمرض ما لديهم فرصة ضئيلة للإصابة به. تُجرى الاختبارات على الأدوية التجريبية أحيانًا على الأشخاص الذين يعانون من حالة غير قابلة للعلاج. إذا لم يكن لدى الباحث هذا الشرط، فلا يمكن أن يكون هناك فائدة ممكنة لهم شخصيًا. فعلى سبيل المثال، قال رونالد سي ديسروسيرس في رده على سبب عدم اختباره لقاح الإيدز الذي كان يطوره بنفسه أنه ليس معرضًا لخطر الإصابة بالإيدز، لذا لا يمكن أن يستفيد منه. في مقابل ذلك، فإن المراحل المبكرة من اختبار عقار جديد تركز عادة فقط على سلامة المادة، بدلاً من أي فوائد قد تكون لها. تتطلب هذه المرحلة أفرادًا أصحاء، وليس المتطوعين الذين يعانون من الحالة المستهدفة، لذلك فإذا كان الباحث يتمتع بصحة جيدة، فهو مرشح محتمل للاختبار. تتمثل إحدى المشكلات الخاصة بأبحاث لقاح الإيدز في أن الاختبار سيترك الأجسام المضادة لفيروس نقص المناعة البشرية في دم المتطوعين، ما يتسبب في إظهار الشخص المصاب بفيروس نقص المناعة البشرية عند الاختبار حتى لو لم يكن على اتصال مع حامل لفيروس نقص المناعة البشرية. يمكن أن يتسبب هذا في عدد من المشكلات الاجتماعية للمتطوعين (بما في ذلك أي شخص يقوم بالاختبار الذاتي) مثل مشكلات التأمين على الحياة.